# Lars-Magnus Lindgren
För andra personer med liknande namn, se Lars Lindgren (olika betydelser)
Lars-Magnus Lindgren, folkbokförd Lars Magnus Lindgren, född 23 juli 1922 i Västerås, död 23 november 2004 i Nacka, var en svensk filmregissör och manusförfattare. 

## Biografi
Lindgren var utbildad ingenjör och kom till Sandrews som reklamfilmare, där han producerade cirka 30 kortfilmer. Som filmregissör hade han stora framgångar varvade med bottennapp, efter vilka han gjorde uppehåll i filmskapandet. Han långfilmsdebuterade 1957 med Dan Andersson-biografin En drömmares vandring för vilken han fick Folket i Bilds uppmuntringspris. En av svenskarnas mest sedda filmer genom tiderna är hans film Änglar, finns dom?. För filmen Käre John blev han Oscarsnominerad till bästa utländska film, priset vanns av Roman Polanski med Kniven i vattnet.
Lindgren var son till Aseas Sovjetrepresentant Edvin Lindgren samt bror till skådespelaren Peter Lindgren och farbror till skådespelaren Monica Nielsen. 
Lars-Magnus Lindgren var gift tre gånger, första gången med Kerstin Lindgren (1927–2008) som han fick två barn med, Christina Lindgren (född 1952) och Mikael Lindgren (född 1949). Andra gången var han gift med modeskaparen Gunilla Pontén (1929–2019) som han fick en dotter, Beata Pontén (född 1963), med. Tredje gången var han gift med Vibeke Lindgren (född 1936) med vilken han fick sonen Odd Glodeck (född 1971) som är reklamman och gift med författaren Mariette Glodeck.
Han är begravd på Bromma kyrkogård.

## Filmografi

### Regi
- 1957 – En drömmares vandring
- 1961 – Änglar, finns dom?
- 1963 – Kurragömma
- 1964 – Käre John
- 1966 – Träfracken
- 1968 – Svarta palmkronor
- 1975 – Lejonet och jungfrun
- 1980 – Styv kuling (tv)

### Manus
- 1957 – En drömmares vandring
- 1961 – Änglar, finns dom?
- 1963 – Kurragömma
- 1964 – Käre John
- 1966 – Träfracken
- 1968 – Svarta palmkronor
- 1975 – Lejonet och jungfrun